# Arbeitsgericht Malmedy
Das Arbeitsgericht Malmedy war ein deutsches Arbeitsgericht mit Sitz in Malmedy.

## Geschichte
Gemäß Arbeitsgerichtsgesetz vom 23. Dezember 1926 wurden in Deutschland Arbeitsgerichte gebildet. Da das Gebiet Eupen-Malmedy 1919 an Belgien gekommen war, entstand dort kein Arbeitsgericht. Im Zweiten Weltkrieg wurden Belgien besetzt und Eupen-Malmedy am 18. Mai 1940 zurück in das Deutsche Reich eingegliedert. Durch Verordnung vom 19. September 1940 wurde das Arbeitsgericht Malmedy errichtet und dem Landesarbeitsgericht Aachen zugeordnet. Sein Sprengel umfasste die Gerichtsbezirke der Amtsgerichte Malmedy und Sankt Vith.
Im Jahre 1945 endete die deutsche Herrschaft in Eupen-Malmedy, und das Arbeitsgericht Malmedy stellte seine Arbeit ein.